# Crispin Wright
Crispin James Garth Wright (* 21. Dezember 1942 in Surrey) ist ein britischer Philosoph und Mitbegründer des Neo-Logizismus.
1968 machte er den Ph.D. am Trinity College und arbeitete am All Souls College (1969–1978). Danach wurde er Professor für Logik und Metaphysik an der University of St. Andrews. 2008 wurde er zusätzlich Professor an der New York University. 2013 wurde Crispin auf die Regius Professur für Logik an der University of Aberdeen berufen.
1983 schrieb er Frege's Conception of Numbers as Objects. Darin beschrieb er Freges Theorem, dass Peano-Axiome der Arithmetik aus Humes Prinzip mittels einer Logik zweiter Stufe abgeleitet werden können, indem man auf das Grundgesetz der Werthverläufe (V), das zur Russellschen Antinomie führt, verzichtet. Formale Beweise für das Theorem folgten von George Boolos und Richard Heck. Ein einflussreiches Werk zur Objektivismusdebatte, Truth and Objectivity, folgte 1992. Wright wurde zusammen mit Bob Hale zum Begründer des Neo-Logizismus.
1992 wurde Wright Mitglied (Fellow) der British Academy, 2012 wurde er in die American Academy of Arts and Sciences gewählt, 2019 in die Academia Europaea. 

## Werke (Auswahl)
- Wittgenstein on the Foundations of Mathematics, Harvard University Press April 1980.
- Frege's Conception of Numbers as Objects, Humanities Press 1983.
- Truth and Objectivity, Harvard University Press 1992.
- Realism Meaning and Truth, 2. Aufl., Wiley-Blackwell 1993.
- mit Bob Hale: The Reason's Proper Study, Oxford 2001.
- Rails to Infinity, Harvard University Press 2001.
- Saving the Differences, Harvard University Press 2003.